# Vláda Lukase Papadimose
Vláda Lukase Papadimose představovala řeckou koaliční vládu přechodného charakteru tří politických subjektů v čele s nestranickým ekonomem Lukasem Papadimosem, která zemi dovedla k předčasným parlamentním volbám uskutečněným v květnu 2012.
Byla jmenována 11. listopadu 2011 prezidentem republiky Karolosem Papuliasem. Její složení vzešlo z intenzivních zákulisních jednání lídrů tří politických stran v době dlouhodobé řecké dluhové krize. Hlavním cílem je „zajistit naplnění dohody o mezinárodní finanční pomoci a uplatnit v praxi úspornou ekonomickou politiku“, včetně schválení v říjnu dohodnutého záchranného balíku sto třiceti miliard eur a odepsaní padesáti procent řeckých dluhů. Představuje první koaliční kabinet země od let 1989–1990, kdy stát spravovala vláda premiéra Xenophona Zolotase.
Participovali na ní zástupci dosud vládnoucího socialistického hnutí PASOK a dále pak dvou bývalých opozičních subjektů konzervativně orientované Nové demokracie a krajně pravicové strany Lidové pravoslavné hnutí (LA.O.S).
Kabinet získal pojmenování vláda národní jednoty či vláda národní spásy.
Hlavním kandidátem na post premiéra byl v rámci problematických jednání původně předseda Evropského soudního dvora Vasilios Skuris, jenž měl akceptovat podmínky stran. Následně se také hovořilo o Papandreuem navrženém předsedovi řeckého parlamentu Filipposi Petsalnikosovi. S tímto nominantem však nesouhlasil předseda pravicového Lidového pravoslavného hnutí Jorgos Karatzaferis, který v důsledku toho ze středeční schůzky 9. listopadu odešel. Čtvrtý den jednání 10. listopadu, kdy podal demisi premiér Jorgos Papandreu, nastala dohoda na bankéři a viceprezidentu Evropské centrální banky Lukasi Papadimosovi.
16. listopadu 2011 získala vláda důvěru Helénského parlamentu, když pro ni hlasovalo 255 poslanců, 38 převážně levicových zákonodárců bylo proti a 7 se zdrželo.

## Složení vlády
Celkově se vládní administrativa i se státními tajemníky skládala ze čtyřiceti osmi osob, což je o sedm více než měl předchozí vládní aparát Jorgose Papandrea. Většina osob již působila v předchozí vládě. Devět členů včetně premiéra Papadimose bylo v kabinetu nových.
| Úřad                                                              | Osoba                    |  | Subjekt   | V úřadu od         |
| ----------------------------------------------------------------- | ------------------------ |  | --------- | ------------------ |
| Předseda vlády                                                    | Lukas Papadimos          |  | nestraník | 11. listopadu 2011 |
| Místopředseda vlády                                               | Theodoros Pangalos       |  | PASOK     | 7. října 2009      |
| Místopředseda vlády a ministr financí                             | Evangelos Venizelos      |  | PASOK     | 17. června 2011    |
| Ministr vnitra                                                    | Tassos Yiannitsis        |  | PASOK     | 11. listopadu 2011 |
| Ministr pro administrativní reformy a e-Government                | Dimitris Reppas          |  | PASOK     | 17. června 2011    |
| Ministr zahraničních věcí                                         | Stavros Dimas            |  | ND        | 11. listopadu 2011 |
| Ministr národní obrany                                            | Dimitris Avramopoulos    |  | ND        | 11. listopadu 2011 |
| Ministr regionálního rozvoje, konkurenceschopnosti a přepravy     | Michalis Chrysohoidis    |  | PASOK     | 7. září 2010       |
| Ministr životního prostředí, energie a klimatických změn          | Giorgos Papakonstantinou |  | PASOK     | 17. června 2011    |
| Ministryně školství, celoživotního vzdělávání a náboženských věcí | Anna Diamantopoulou      |  | PASOK     | 7. října 2009      |
| Ministr infrastruktury, dopravy a spojů                           | Makis Voridis            |  | LA.O.S.   | 11. listopadu 2011 |
| Ministr práce a sociálního zabezpečení                            | Giorgos Koutroumanis     |  | PASOK     | 17. června 2011    |
| Ministr zdravotnictví a sociálních věcí                           | Andreas Loverdos         |  | PASOK     | 7. září 2010       |
| Ministr rozvoje venkova a výživy                                  | Kostas Skandalidis       |  | PASOK     | 7. září 2010       |
| Ministr spravedlnosti                                             | Miltiadis Papaioannou    |  | PASOK     | 17. června 2011    |
| Ministr civilní ochrany                                           | Christos Papoutsis       |  | PASOK     | 7. září 2010       |
| Ministr kultury a turismu                                         | Pavlos Geroulanos        |  | PASOK     | 7. října 2009      |
| Státní ministr                                                    | Giorgos Stavropoulos     |  | nestraník | 11. listopadu 2011 |
| Mluvčí vlády                                                      | —                        |  |           |                    |